# Hans helighets gentlemän

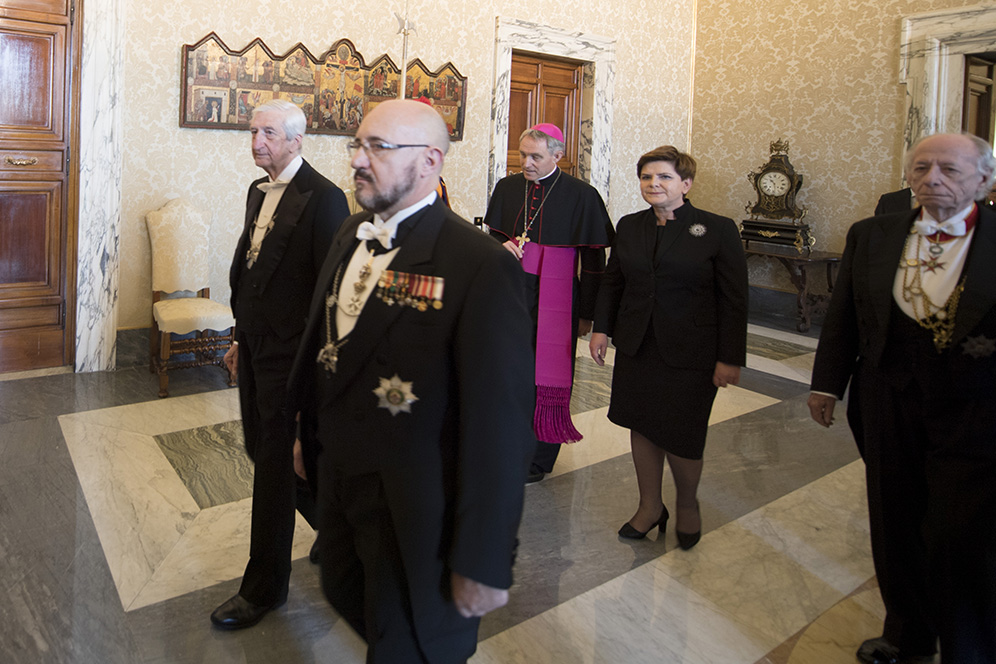
Polens premiärminister Beata Szydło ledsagas av Hans helighets gentlemän vid ett besök i Vatikanen 2016.

Hans helighets gentlemän (italienska: Gentiluomo di Sua Santità) är en lekmannatitel i det påvliga hushållet som del av den Heliga stolen, vars medlemmar kallas in för tjänstgöring vid speciella tillfällen, exempelvis vid statsbesök. De bär frack med svart väst och ämbetstecken. 
Det var även Hans helighets gentlemän som bar kistan med den tidigare påven Johannes Paulus II:s stoft vid hans begravning 2005. 